# 2007年澳大利亚网球公开赛
2007年澳大利亚网球公开赛（2007 Australian Open）于2007年1月15日至1月28日在澳大利亚墨尔本举行。

## 冠军
- 男子单打：罗杰·费德勒

- 女子单打：塞雷娜·威廉姆斯
- 男子双打：鲍勃·布赖恩／迈克·布赖恩
- 女子双打：卡拉·布莱克／莉泽尔·许贝尔
- 混合双打：丹尼尔·内斯特／葉連娜·利霍夫采娃

| 前任： 2006年澳大利亚网球公开赛 | 澳大利亚网球公开赛 2007年 | 繼任： 2008年澳大利亚网球公开赛 |
| 前任： 2006年美国网球公开赛     | 网球大满贯 2007年         | 繼任： 2007年法国网球公开赛     |